# Arkadiusz Wiereszko
Arkadiusz Wiereszko (ur. 31 sierpnia 1967 w Dobrym Mieście) – polski piłkarz grający na pozycji napastnika.